# Louis Werner
Pour les articles homonymes, voir Werner.
Louis Werner est un peintre religieux et portraitiste né le 4 juin 1824 à Bernwiller et mort le 12 décembre 1901 à Dublin. Il est l’un des principaux portraitiste de l’aristocratie irlandaise de la seconde moitié du XIXe siècle.

## Biographie
Louis Werner naît à Bernwiller le 4 juin 1824. Il est le cadet des enfants d’une famille de paysans aisés de la commune, dont son père, Valentin Werner, est le maire,. Dans son enfance, il peint avec son voisin Jean-Jacques Henner diverses scènes sur les bâtiments de la commune. À quinze ans, il entre au collège d’Altkirch, où il suit les cours de dessin de Charles Goutzwiller puis intègre en 1841 l’atelier de Gabriel Guérin à Strasbourg. Werner s’améliore rapidement et Guérin déclare sa formation terminée dès 1842. Il réalise alors de nombreux portraits d’ecclésiastiques, ainsi que, en collaboration avec son maître, celui de Jean-Baptiste Schwilgué sur l’horloge astronomique de la cathédrale. Ces commandes de religieux lui parviennent probablement par l’intermédiaire du secrétaire épiscopale et peintre François-Joseph Heim, dans la famille duquel Werner loge à Strasbourg. C’est sans doute également grâce à lui qu’il intègre l’atelier de Michel Martin Drölling à Paris après avoir réalisé Saint Arbogast guérissant le fils du bon roi Dagobert afin de payer un remplaçant et éviter ainsi le service militaire.
Il est admis en 1847 à l’école des Beaux-Arts, où il suit les cours de Jean-Auguste-Dominique Ingres, Horace Vernet et Paul Delaroche en peinture et de Pierre-Jean David d'Angers et James Pradier en sculpture. Pendant sa formation il est particulièrement proche de Paul Baudry et de Jules-Émile Saintin, mais est aussi ami avec François Léon Benouville, Cham, Bertall et Jean-Léon Gérôme. Il ne reste toutefois que peu de temps à Paris et rentre à Strasbourg à pieds en compagnie de Saintin vers 1850. Il collabore à cette époque avec Jean Oster et évolue dans l’entourage des Schwilgué et Schützenberger.
Werner fait au printemps 1853 un premier séjour à Londres, ville qu’il apprécie peu mais dont il note les importantes opportunités qu’elle offre pour un portraitiste. Trois ans plus tard, au début de l’année 1856, il quitte Strasbourg pour s’y établir. L’une de ses premières commandes l’amène à se rendre en Irlande, où il rencontre à Rathfarnham sa future épouse, ce qui le décide à rester dans la région de Dublin plutôt que de retourner à Londres. Il réalise à partir de cette date de nombreux portraits pour les riches familles de l’aristocratie irlandaise, dans lesquelles il enseigne également le dessin. Il se fixe avec son épouse à Dublin en 1861, bien qu’il se rende encore après cette date régulièrement en Alsace pour rendre visite à ses proches. Il a plusieurs enfants, dont l’un, Alfred, s’oriente également vers la carrière de peintre. Sa réputation en Irlande croît dans la décennie suivante : il expose souvent à la Royal Hibernian Academy et réalise des portraits pour des grandes familles et des personnages importants comme James Butler, George Brown ou Francis Blackburne (en).
La charge de travail devenant trop importante avec une centaine de commandes par an, sa femme monte à partir de 1864 un atelier de photographie. À l’origine, le but de cet atelier est seulement de faciliter le travail de Louis Werner en limitant le poses. Toutefois, face à l’engouement suscité, l’atelier évolue rapidement vers la réalisation de portraits photographiques à part entière. Bien que portant le nom de Louis Werner, cet atelier est cependant entièrement l’œuvre de son épouse et le peintre n’a semble t-il jamais pratiqué lui-même la photographie. S’étant assuré une clientèle fidèle et aisée, Louis Werner cesse d’exposer à partir de 1865 et diminue progressivement sa production. Il continue néanmoins de peindre jusqu’à sa mort le 12 décembre 1901.

## Œuvres
La première partie de l’œuvre de Louis Werner est à dominante religieuse, avec par exemple des portraits de sainte Marguerite et saint Valentin pour ses parents, Saint Arbogast guérissant le fils du bon roi Dagobert pour l’église de Munwiller, un portrait de sainte Thérèse à Spechbach-le-Haut, de sainte Madeleine à Haguenau, etc. Beaucoup de peintures religieuses commandées à Jean Oster au début des années 1850 ont également été réalisées en collaboration avec Werner. En revanche il ne produit que très peu d’œuvres religieuses après son installation en Irlande : bien que majoritaires, les catholiques y sont en effet trop pauvres pour commander des peintures, tandis que l’aristocratie, principale clientèle de Werner, est essentiellement protestante.